# Tolima
Tolima és un departament de Colòmbia. Fou creat el 1861, i anteriorment formava part del Departament de Cundinamarca.

## Municipis
- Alpujarra
- Alvarado
- Ambalema
- Anzoátegui
- Armero (Guayabal)
- Ataco
- Cajamarca
- Carmen Apicala
- Casabianca
- Chaparral
- Coello
- Coyaima
- Cunday
- Dolores
- Espinal
- Falán
- Flandes
- Fresno
- Guamo
- Herveo
- Honda
- Ibagué
- Icononzo
- Lérida
- Líbano
- Mariquita
- Melgar
- Murillo
- Natagaima
- Ortega
- Piedras
- Planadas
- Prado
- Purificación
- Rioblanco
- Roncesvalles
- Rovira
- Saldana
- San Antonio
- San Luis
- Santa Isabel
- Suárez
- Valle de San Juan
- Venadillo
- Villahermosa
- Villarrica